# The Wanted
The Wanted là một nhóm nhạc nam người Anh thành lập năm 2009 và bắt đầu sự nghiệp tháng 7 năm 2010. Các thành viên của nhóm gồm Max George, Siva Kaneswaran, Jay McGuiness, Tom Parker và Nathan Sykes. Quản lý của The Wanted là Scooter Braun.
Hiện họ đã phát hành hai album: The Wanted (2010) và Battleground (2011). Cả hai album đều lọt vào tốp-5 album của Anh, với doanh số bán khá cao. Đĩa đơn (single) "Glad You Came" từ album Battleground phát hành năm 2011 là một thương mại thế giới, vào được top-5 bài hát của Mỹ, Anh, Scotland, Ireland và Canada. Các single khác tiêu biểu của nhóm là "Chasing the Sun" (2012) làm nhạc nền cho phim Ice Age 4 và "I Found You" (2012). Năm 2013, The Wanted ra mắt đĩa đơn "Walks Like Rihanna". Ngày 22 tháng 1 năm 2014, The Wanted tuyên bố rằng sau khi hoàn thành tour diễn của mình thì nhóm sẽ tạm ngừng hoạt động và theo đuổi sự nghiệp Solo, song vẫn sẽ tiếp tục hoạt động cùng nhau trong tương lai.